# Kościół św. Stanisława Biskupa i Męczennika w Storkówku
Kościół św. Stanisława Biskupa i Męczennika w Storkówku – katolicki kościół filialny zlokalizowany we wsi Storkówko w gminie Stara Dąbrowa, w powiecie stargardzkim (województwo zachodniopomorskie). Należy do parafii św. Michała Archanioła w Poczerninie.

## Historia i architektura
Kościół, wzniesiony w XIX wieku, murowany jest z kamienia polnego. Sytuowany jest na rzucie prostokąta. W elewacji zachodniej umieszczony jest dwuuskokowy portal wejściowy, zamknięty łukiem odcinkowym, powyżej którego znajduje się uskokowy oculus. W bocznych ścianach nawy umieszczone są pełnołukowe okna, zgrupowane po trzy. Nad zachodnią częścią korpusu nasadzona jest drewniana wieża, zwieńczona blaszanym, ostrosłupowym hełmem.
Wnętrze kościoła nakryte jest płaskim stropem. Na wyposażeniu zachowały się pochodzące z początku XX wieku empora chórowa z prospektem organowym oraz ławki.
Po II wojnie światowej kościół został konsekrowany jako świątynia katolicka w 1946 roku.